# Здание Томаса Джефферсона
Здание Томаса Джефферсона — старейшее из трёх зданий Библиотеки Конгресса, построенное в 1890—1897 годах. Первоначально было известно как здание Библиотеки Конгресса. Расположено в городе Вашингтон на Первой-стрит, между Индепенденс-авеню и Ист-Кэпитол-стрит. Монументальное здание в стиле бозар примечательно своим классицистическим фронтоном и расточительно украшенными интерьерами. Яркий памятник помпезного официоза «позолоченного века».

## Дизайн
Джон Л. Смифмайэр и Пол Дж. Пелц выиграли архитектурный конкурс на строительство здания библиотеки в 1873 году. Они совершили несколько поездок в Европу для изучения других выдающихся библиотек и продолжили разрабатывать детали дизайна в следующие девять лет до конечного представления своего плана в 1892 году. С этого момента план был передан бригадному генералу Томасу Линкольну Кейси, главе инженерного корпуса Армии США, для строительства здания. Эдвард Пирс Кейси, 25-летний сын генерала Томаса Линкольна Кейси, стал художественным руководителем на время строительства.
Здание Томаса Джефферсона, имеющее один из богатейших интерьеров в США, — плод работы группы американских скульпторов и художников эпохи т. н. американского ренессанса. Перед ними стояла задача наглядно проиллюстрировать прогресс цивилизации в образах великих людей. Обустройством интерьера занимался библиотекарь Айнсуорф Рэнд Споффорд. Главное здание напоминает Пале Гарнье в Париже. В США 1890-х годов торжественный стиль бозар, разработанный во Второй империи, имел огромный успех, особенно после Международной Колумбийской выставки в Чикаго в 1893 году. Над оконными нишами установлены бюсты величайших людей разных народов мира.
Фонтан Нептуна, спроектированный Роландом Хинтоном Перри и установленный перед центральным входом, призван приводить на ум римский фонтан Треви. Медный купол, изначально покрытый позолотой, на первых порах был мишенью критики из-за того, что сильно напоминал купол национального Капитолия.

## История
Нуждаясь в большем пространстве для своей возрастающей коллекции, Библиотека Конгресса под руководством библиотекаря Айнсуорфа Рэнда Споффорда предложила Конгрессу построить новое здание специально для нужд американской национальной библиотеки. До этого времени Библиотека располагалась в крыле основного здания Капитолия. Частично новое здание требовалось из-за увеличения сотрудников Конгресса, а частично из-за закона об авторском праве 1870 года, который требовал, чтобы все авторы, защищенные этим законом, посылали в Библиотеку Конгресса две копии своих работ. Это привело к потопу книг, памфлетов, карт, музыки, гравюр и фотографий. А Споффорд сыграл важную роль в принятии этого закона.
После одобрения Конгресса в 1886 году строительство здания заняло 11 лет. Здание открыло свои двери публике 1 ноября 1897 года и получило широкое признание в качестве национального памятника. Название здания было изменено 13 июня 1980 года в честь бывшего президента США Томаса Джефферсона, который был ключевой фигурой при создании Библиотеки в 1800 году. Джефферсон предложил продать свою личную коллекцию книг Конгрессу в сентябре 1814 года, спустя месяц после того, как британцы сожгли Капитолий в войне 1812 года.

## Искусство
Более 50 американских художников и скульпторов создали для Библиотеки Конгресса свои произведения искусства.
- Олин Леви Уорнер, тимпан изображающий Писание, верхний экстерьер главных входных дверей, 1896.
- Генри Оливер Уолкер[англ.], Лирическая поэзия, 1896.
- Джордж Рэндольф Барс, Эротика, Одна из восьми панелей изображающих литературу (1861-1938)
- Гари Мельхерс, Роспись войны, 1896.
- Илайхью Веддер, Минерва мира, 1896.
- Эдвард Эмерсон Симмонс, Мельпомена, 1896.
- Чарльз Спарк Пирс, Труд, 1896.
- Чарльз Спарк Пирс, Религия, 1896.
- Росписи в коридоре
- Элмер Э. Гарнси, фресковая живопись, Северо-восточный павильон